# Uwajnat Kabira
Uwajnat Kabira (arab. عوينات كبيرة) – miejscowość w Syrii, w muhafazie Aleppo. W 2004 roku liczyła 
1262 mieszkańców.